# Sołokija (Ruda Żelazna)
Sołokija – część wsi Ruda Żelazna w Polsce, położona w województwie lubelskim, w powiecie tomaszowskim, w gminie Tomaszów Lubelski.
W latach 1975–1998 Sołokija administracyjnie należała do województwa zamojskiego.